# Christina Obergföll
Christina Obergföll (Lahr, 1981. augusztus 22. –) világbajnok, olimpiai ezüstérmes német atlétanő, gerelyhajító.

## Pályafutása
2004-ben vett részt első alkalommal az olimpiai játékokon. Athénban nem jutott el a döntőig, tizenötödikként végzett.
A 2005-ös helsinki világbajnokságon 70,03-as új európai rekorddal ezüstérmesként zárt. Obergföll az új világrekordot hajító kubai Osleidys Menéndez mögött lett második. Két évvel később, Oszakában megismételte eredményét, ezúttal a cseh Barbora Špotáková mögött végzett.
2007. június 23-án 70,20 méterrel újabb európai rekordot ért el. A pekingi olimpián bronzérmet szerzett ugyan, de a 71,42-dal győztes Špotáková átvette tőle az európai csúcsot.
2010-ben második volt a barcelonai Európa-bajnokságon.

## Egyéni legjobbjai
- Gerelyhajítás - 70,20 méter (2007)